# Monetarisierung
Unter Monetarisierung versteht man in der Betriebswirtschaftslehre und Wirtschaft hauptsächlich die Bewertung in Geldeinheiten (z. B. von Arbeitsleistungen oder Umweltschäden) oder die Umwandlung von Werten in Geld (z. B. durch Veräußerung oder Vermietung). Letzteres wird auch Monetisierung genannt.

## Etymologie
Die Wortherkunft kann meist Auskunft darüber geben, welcher Begriffsinhalt ursprünglich verwendet wurde. Der Wortbeginn „Moneta-“ (lateinisch monētārius, „zur Münze gehörig“, „Münz-“) weist auf Münz- oder Geldfragen hin, das Suffix „-isieren“, (lateinisch -isāre) ist eine ursprünglich griechische Endung (altgriechisch -ízein) in der Bedeutung „machen zu, umwandeln in“. Damit lässt sich Monetarisierung als „Vergeldlichung“, „Umwandlung in Geld“ wiedergeben, das zugehörige Verb ist monetarisieren („in Geld umwandeln“, „zu Geld machen“). Der nahestehende Begriff Monetarismus steht für eine wirtschaftstheoretische und wirtschaftspolitische Konzeption, bei der die Geldmenge im Vordergrund der Finanzanalyse steht. Verliert Geld oder eine Währung durch Hoheitsakt der Währungsbehörde seine Geldfunktion als gesetzliches Zahlungsmittel, spricht man von einer Demonetisierung.

## Allgemeines
Werte sind Sachwerte wie physische Vermögensgegenstände (etwa Sachanlagevermögen wie Anlagen, Immobilien, Kraftfahrzeuge oder Maschinen) oder immaterielle Vermögensgegenstände (insbesondere Firmenwerte, Gebrauchsmuster, Geschmacksmuster, Konzessionen, Lizenzen, Marken, Patente und ähnliche Schutzrechte, Rezepturen, Verlagsrechte oder Warenzeichen). Sie alle stellen gebundenes Kapital dar, denn ihre Herstellung oder Anschaffung erforderte den Einsatz von Eigen- und/oder Fremdkapital.

## Arten

### Monetarisierung von Sachwerten
Eine Monetarisierung liegt vor, wenn diese Sachwerte durch Kapitalfreisetzung, also Veräußerung, in Geld umgewandelt werden. Dabei hängt ihre Liquidierbarkeit von der Marktliquidität (Marktbreite, Marktenge) ab. Je schlechter diese ist, umso mehr Abschlag (Disagio) muss bei der Veräußerung hingenommen werden. Am schwersten liquidierbar dürften Immobilien sein, deren Monetarisierung auf die Anpassung an einen geringeren Flächenbedarf (Gewerbefläche, Wohnfläche), Outsourcing oder die Kapitalfreisetzung zwecks Reinvestition zurückzuführen ist. Auch bei einer Desinvestition findet eine Monetarisierung statt.

### Monetarisierung von Staatsschulden
Werden Staatsanleihen von den zuständigen Zentralbanken gekauft, so liegt hierin eine Monetarisierung der Staatsschulden. Insbesondere die umstrittenen Wertpapierkaufprogramme des Eurosystems stellen im Hinblick auf den seit Mai 2010 stattfindenden Ankauf von Staatsanleihen auf dem Sekundärmarkt eine Monetarisierung der Staatsschulden dar. Erfolgt die Monetarisierung dauerhaft, kann sie den faktischen Staatsbankrott des betroffenen Staates verschleiern (verschleierter Staatsbankrott). Dies ist der Fall, wenn der Staat seine Verbindlichkeiten zwar nominell bedient, dies jedoch faktisch nur mit entwertetem Geld erreichen kann. Bei der dauerhaften Monetarisierung betreibt die Zentralbank eine expansive Geldpolitik durch den Aufkauf von Staatsanleihen bei gleichzeitiger Ausschüttung der Seigniorage an den Staatshaushalt. Dieses Vorgehen unterscheidet sich im Extremfall kaum davon, den Staatshaushalt direkt durch die Ausgabe von Geld durch die Zentralbank zu decken („Geld drucken“). Faktisch wird die Geldmenge im Vergleich zur vorhandenen Gütermenge aufgebläht, d. h. das wird durch Inflation entwertet. Die Monetarisierung von Staatsschulden wird deshalb als eine bedeutende Ursache für hohe Inflationsraten angesehen.

### Monetarisierung von Leistungen
Monetarisierung kann auch im Internet das Geschäftsmodell sein, für Leistungen, die zunächst kostenlos zur Verfügung gestellt werden (Free-to-play), später eine geldliche Gegenleistung zu verlangen. Zu erwähnen sind hier virtuelle Güter wie beispielsweise Computerspiele, Mobile Apps oder Software. Um mit YouTube Geld zu verdienen, können private Videos durch eine Partnerschaft monetarisiert werden, wofür eigens das Untermenü „Monetarisierung“ vorhanden ist. Der Betreiber YouTube schaltet dann bei den betreffenden Videos un-überspringbare Werbeeinblendungen. Manchen YouTubern ermöglicht dies eine eigenständige Erwerbstätigkeit.

### Monetarisierung von Daten
Dazu gehört neben dem Datenhandel der Online-Werbeindustrie und dem Adresshandel ein Verkauf an Dritte von Nutzerdaten, die Unternehmen im Rahmen der Erbringungen insbesondere von Dienstleistungen im Internet als zu verarbeitende Daten erhalten. Kontrovers eingeschätzt und diskutiert wird dann oft in zahlreichen dieser Fälle, ob dadurch Verletzungen bzw. Missachtungen von Vertraulichkeitspflichten u. ä. vorliegen.

### Sonstiges
Monetarisierung bedeutet auch, dass soziale Problemlagen mit Geld reguliert werden, indem sozialpolitische Maßnahmen zum großen Teil in Geldleistungen transformiert werden; Beispiele sind Arbeitslosengeld oder Sozialhilfe. Der EU-Emissionshandel ist eine Monetarisierung von spezifischen Umweltschäden. Überhaupt können soziale Kosten, soweit sie quantifizierbar sind wie bei öffentlichen Gütern (Deiche, Straßenbeleuchtung, Umweltkosten), monetarisiert werden.
Die Monetarisierung von Umweltschäden ist als Versuch zu verstehen, das Ausmaß von Umweltschäden oder Umweltqualitätsverbesserungen in Geldeinheiten zu erfassen. Die ökonomische Bewertung von Umweltschäden ist insbesondere die Voraussetzung für eine Internalisierung externer Effekte.
Eine hohe Arbeitsbelastung oder geringe Arbeitssicherheit kann durch höhere Löhne monetarisiert werden. Allgemein wird das Arbeitsentgelt als Monetarisierung des Arbeitsleids interpretiert.

## Geschichtswissenschaft
In der Geschichtswissenschaft ist die Monetarisierung der Grad an Verbreitung und Akzeptanz von Geld als Zahlungsmittel. So war beispielsweise im kleinasiatischen Seleukidenreich bereits nach 320 vor Christus der Gebrauch von Münzen allgemein verbreitet, so dass es hier schon eine Monetarisierung vorlag. Die Monetarisierung der Beziehungen zwischen Lehnsherrn und ihren Landwirten war im Mittelalter ein langwieriger Prozess, weil lange Zeit die Naturalwirtschaft gegenüber Geldzahlungen überwog. So leisteten beispielsweise im 13. Jahrhundert im Amt Dachau 60 Höfe Natural- und lediglich fünf Höfe Geldabgaben. Auch heute noch gibt es in Teilen Afrikas ein bedeutendes Problem der Durchdringung des Geldes im ländlichen Raum im Rahmen der Monetarisierung.